# Hofkapelle (Kremshof)

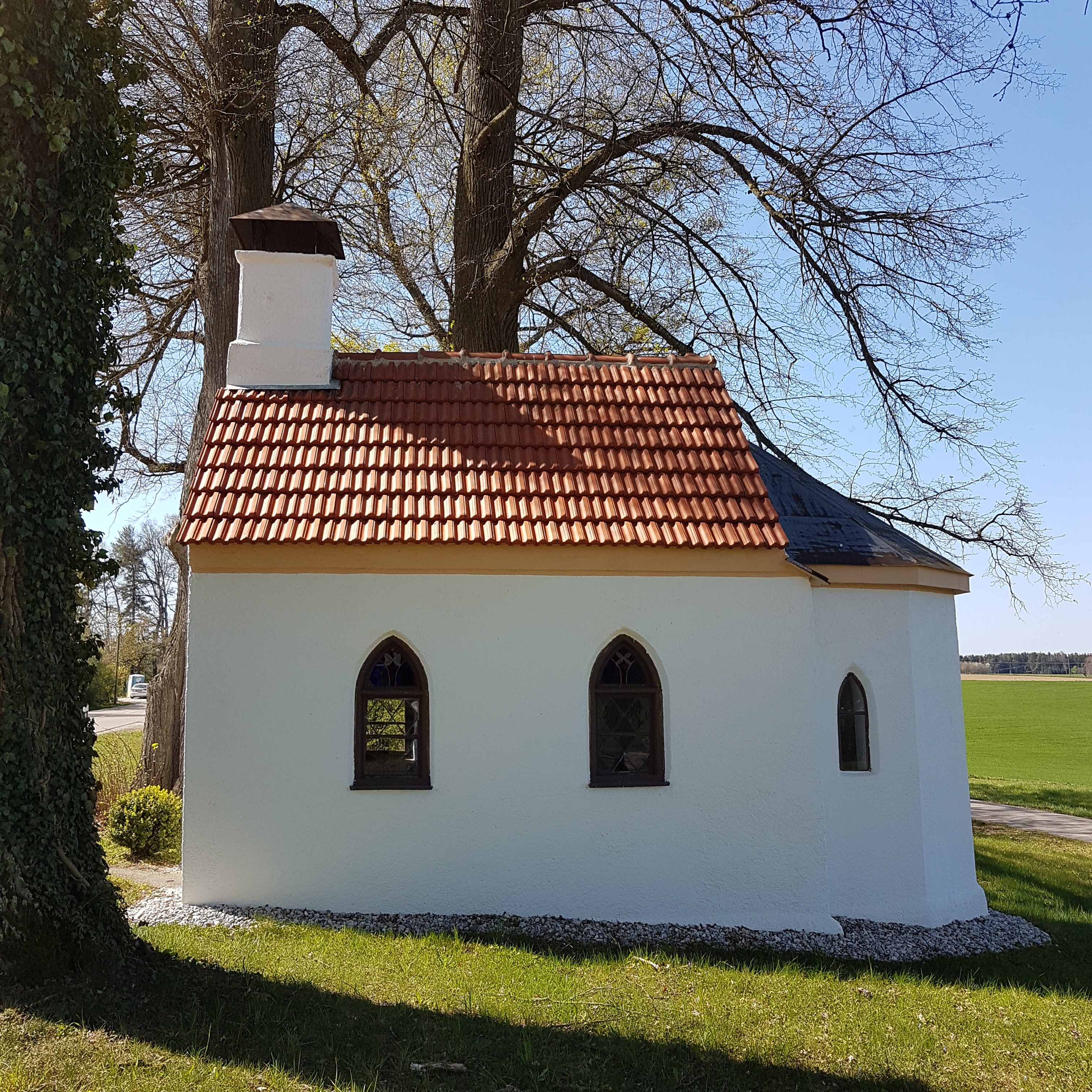
Hofkapelle in Kremshof

Die Hofkapelle in Kremshof, einem Gemeindeteil von Jetzendorf im oberbayerischen Landkreis Pfaffenhofen an der Ilm, wurde in der zweiten Hälfte des 19. Jahrhunderts errichtet. Die Hofkapelle ist ein geschütztes Baudenkmal.
Der verputzte Satteldachbau mit eingezogenem und dreiseitig geschlossenem Chor hat einen gemauerten Glockenstuhl.
Im Inneren stand eine spätgotische Schnitzfigur der Maria mit dem nackten Jesuskind auf dem Arm (um 1500), weiter die Figur des heiligen Nikolaus aus dem 16. Jahrhundert und ein barocker Schmerzensmann.